# Mariä Himmelfahrt (Prutting)

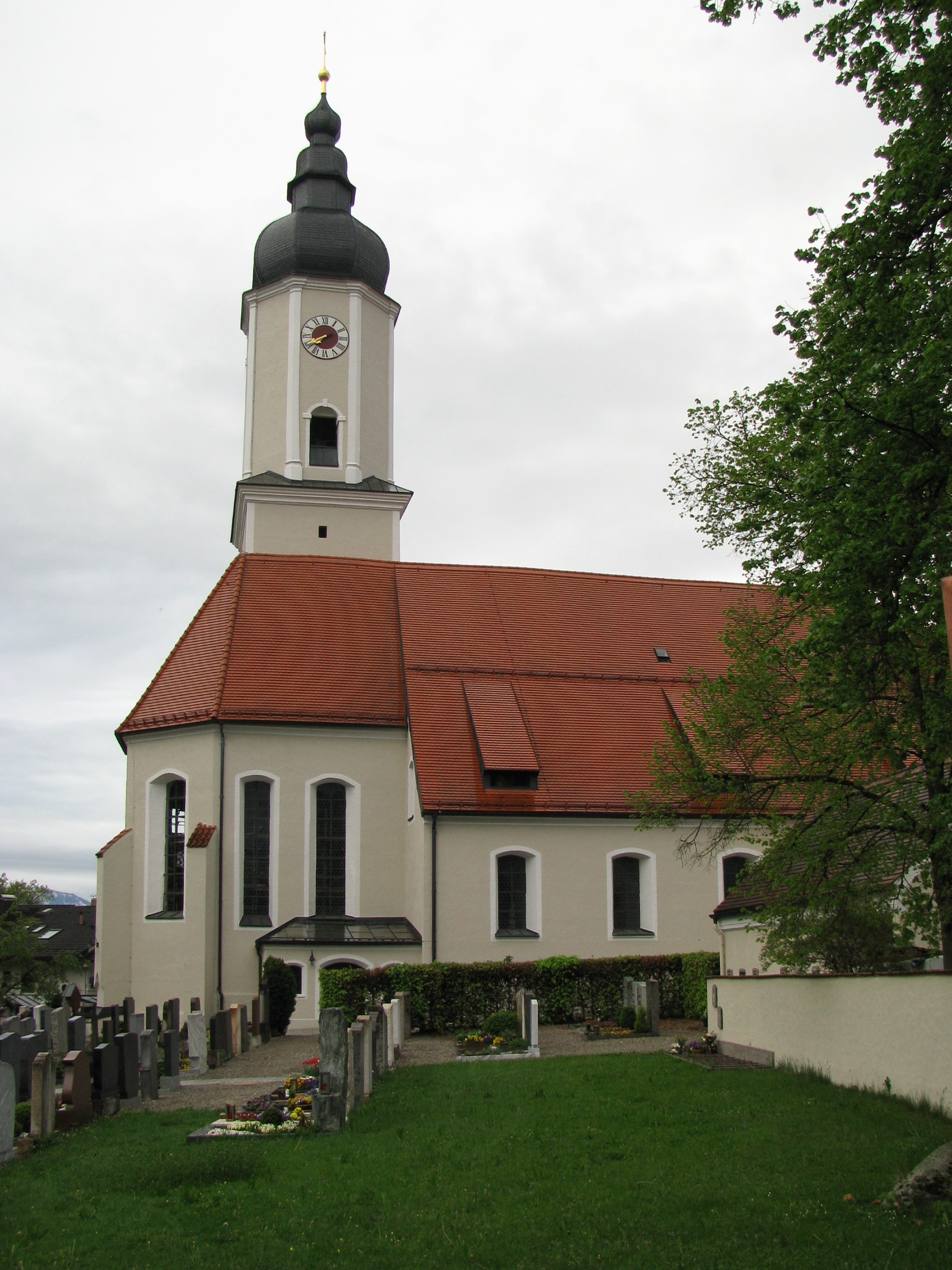
Mariä Himmelfahrt in Prutting

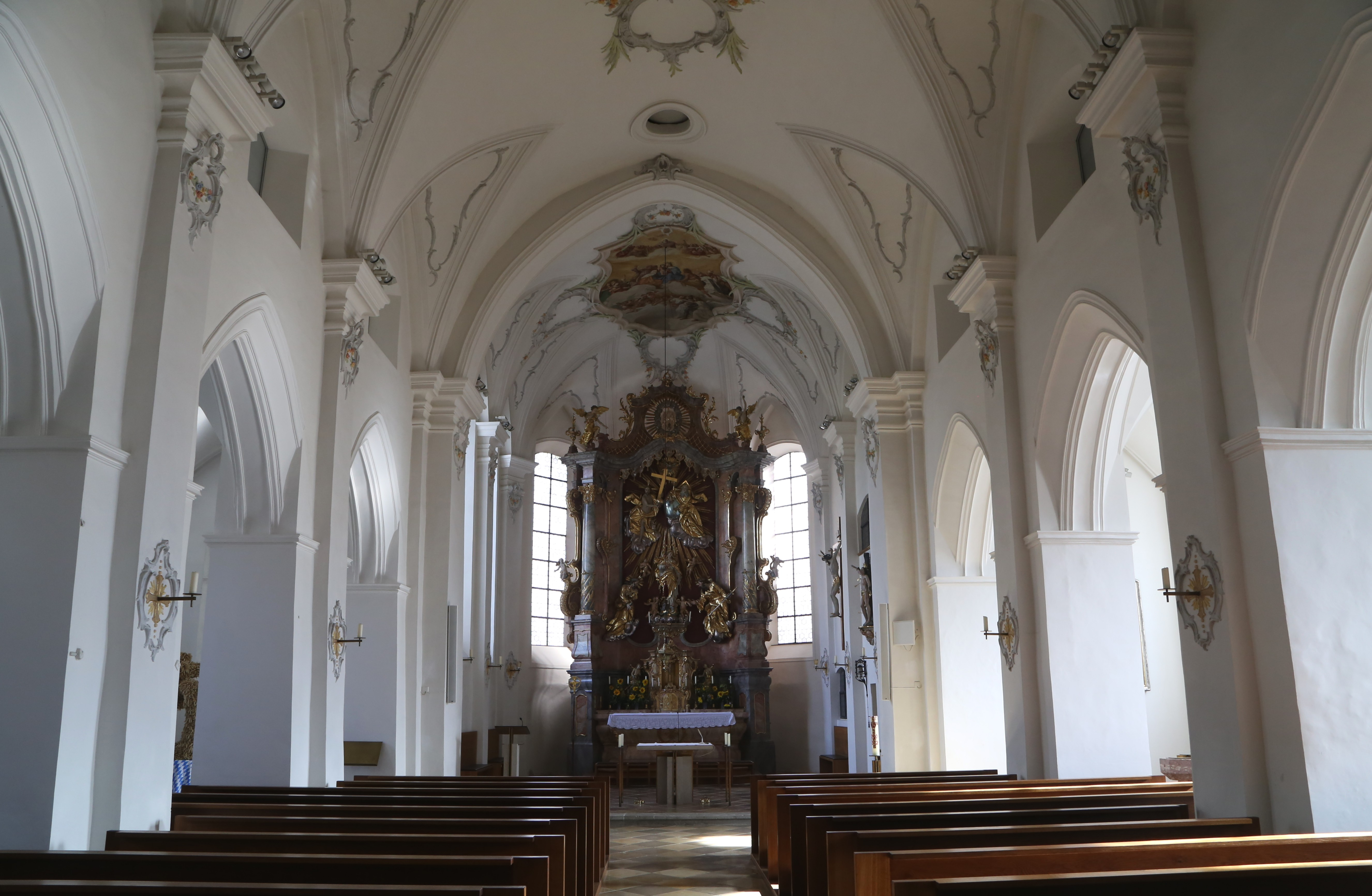
Innenraum

Die römisch-katholische Pfarrkirche Mariä Himmelfahrt steht in Prutting, einer Gemeinde im oberbayerischen Landkreis Rosenheim. Sie ist in der Liste der Baudenkmäler in Prutting als Baudenkmal unter der Nr. D-1-87-163-2 eingetragen. Die Kirche gehört zum Dekanat Rosenheim im Erzbistum München und Freising.

## Beschreibung
Mariä Himmelfahrt in Prutting ist im Kern eine zweischiffige gotische Hallenkirche, die im 15. Jahrhundert erbaut und 1718/19 barock umgestaltet wurde. Die zwei Kirchenschiffe wurden 1847 um zwei Joche verlängert. Gleichzeitig wurde das Gebäude durch den Anbau eines weiteren Seitenschiffs im Norden zur Pseudobasilika erweitert. Der dreiseitig geschlossene Chor im Osten und der Chorflankenturm auf quadratischem Grundriss an der Südwand des Chors gehörten bereits zur Hallenkirche. Der Turm wurde 1734 mit einem achteckigen Geschoss aufgestockt, das die Turmuhr und den Glockenstuhl enthält, und mit einer Welschen Haube bedeckt.
Der Innenraum des Mittelschiffs ist mit einem Stichkappengewölbe überspannt, die beiden Seitenschiffe haben Kreuzgewölbe. Die Deckenmalereien wurden 1914 von Anton Niedermaier gestaltet.
Der Hochaltar wurde 1926 gebaut. Im Mittelteil des Altars ist unter einem Baldachin in einem Strahlenkranz die Heilige Dreifaltigkeit dargestellt, links und rechts davon Petrus und Paulus im unteren Teil des Ensembles, das um 1770 Joseph Götsch schuf. Darunter steht eine Marienstatue aus der Zeit um 1700.
Die Orgel mit 15 Registern auf zwei Manualen und Pedal wurde um 1950 von Carl Schuster gebaut.
Zwei der fünf Glocken stammen aus dem Jahr 1553 von dem Münchner Gießer Wolfgang Steger dem Jüngeren. Die zweitgrößte schuf 1600 der Münchner Martin Frey. Die Größte und die Kleinste goss Karl Czudnochowsky in den Jahren 1968 bzw. 1956.